# Fatima-Ezahra Abufaras
Fatima-Ezahra Abufaras (en árabe: فاطمة الزهراء أبو فارس‎; nacida el 28 de febrero de 2002) es una deportista marroquí que compite en taekwondo.
Ganó dos medallas de oro en los Juegos Panafricanos, en los años 2019 y 2023, y dos medallas de oro en el Campeonato Africano de Taekwondo, en los años 2022 y 2023.

## Palmarés internacional
| Juegos Panafricanos | Juegos Panafricanos      | Juegos Panafricanos | Juegos Panafricanos |
| Año                 | Lugar                    | Medalla             | Categoría           |
| ------------------- | ------------------------ | ------------------- | ------------------- |
| 2019                | Rabat (Marruecos)        | Medalla de oro      | +73 kg              |
| 2023                | Acra (Ghana)             | Medalla de oro      | +73 kg              |
| Campeonato Africano |                          |                     |                     |
| Año                 | Lugar                    | Medalla             | Categoría           |
| 2022                | Kigali (Ruanda)          | Medalla de oro      | +73 kg              |
| 2023                | Abiyán (Costa de Marfil) | Medalla de oro      | +73 kg              |